# Pseudonorm
Eine Pseudonorm ist in der Algebra eine abgeschwächte Variante einer Norm, bei der die Eigenschaft der Homogenität zur Subhomogenität abgeschwächt wird. So wie die Norm als eine Verallgemeinerung eines Betrages ins Mehrdimensionale angesehen werden kann, verhält sich die Pseudonorm zu einem Pseudobetrag, bei dem im Gegensatz zum Betrag die Bedingung der Multiplikativität zur Submultiplikativität abgeschwächt wird.

## Definition
Sei {\displaystyle M} ein {\displaystyle R}-(Links-)Modul über einem unitären Ring {\displaystyle (R,|\cdot |)} mit Pseudobetrag. Eine Abbildung {\displaystyle \|\cdot \|\colon M\to \mathbb {R} _{0}^{+}} in die nichtnegativen reellen Zahlen heißt eine Pseudonorm, wenn für alle {\displaystyle a,b\in M} und {\displaystyle \lambda \in R} folgende Eigenschaften gelten:
(1) {\displaystyle \|a\|=0\;\Leftrightarrow \;a=0} (Definitheit)
(2) {\displaystyle \|\lambda a\|\leq |\lambda |\cdot \|a\|} (Subhomogenität)
(3) {\displaystyle \|a+b\|\leq \|a\|+\|b\|} (Dreiecksungleichung).
Wird (2) verschärft zu
(2a) {\displaystyle \|\lambda a\|=|\lambda |\cdot \|a\|} (Homogenität),
so heißt {\displaystyle \|\cdot \|} eine Norm.
Die Begrifflichkeit ist in der Literatur nicht eindeutig; bei manchen Autoren wird der Pseudobetrag auch bereits als Pseudonorm bezeichnet.

## Eigenschaften
- Ist die Pseudonorm {\displaystyle \|\cdot \|} sogar eine Norm auf {\displaystyle M}, so ist notwendigerweise der zugehörige Pseudobetrag {\displaystyle |\cdot |} ein Betrag auf {\displaystyle R}.

## p-Pseudonormen

### Definition
Ist {\displaystyle (R,|\cdot |)} ein unitärer Ring mit Pseudobetrag, so wird auf dem {\displaystyle R}-Modul {\displaystyle R^{n}} durch
{\displaystyle \|v\|_{p}={\sqrt[{p}]{\sum _{i=1}^{n}|v_{i}|^{p}}}}
für jedes {\displaystyle p\in [1,\infty )} bzw. durch
{\displaystyle \|v\|_{\infty }=\max _{i=1}^{n}|v_{i}|}
für {\displaystyle p=\infty } eine Pseudonorm, die p-Pseudonorm erklärt. Damit diese Definition sinnvoll ist, sind die Pseudonormeigenschaften zu zeigen. Für den Nachweis der Dreiecksungleichung benutzt man die Minkowski-Ungleichung.

### Eigenschaften
- Für {\displaystyle 1\leq p\leq q\leq \infty } gilt stets {\displaystyle \|v\|_{q}\leq \|v\|_{p}}.
- Für {\displaystyle 1\leq p<\infty } gilt stets {\displaystyle \|v\|_{p}\leq {\sqrt[{p}]{n}}\,\|v\|_{\infty }}.

### Anwendung
Ist {\displaystyle (R,|\cdot |)} ein unitärer Ring mit Pseudobetrag, so können wir die Polynomringe {\displaystyle R[X]} oder {\displaystyle R[X_{1},\dots ,X_{n}]} und die Matrizenringe {\displaystyle R^{m\times n}} auch als {\displaystyle R}-Module auffassen. Dies geschieht durch das „Hintereinanderschreiben“ der Koeffizienten. Damit können durch oben genannte Definition die {\displaystyle p}-Pseudonormen erklärt werden. Diese sind im Allgemeinen auf den Polynomalgebren und auf den Matrizenalgebren nicht submultiplikativ. Umso wertvoller sind folgende Spezialfälle:
- Die {\displaystyle 1}-Pseudonorm ist auf der Polynomalgebra {\displaystyle R[X]} submultiplikativ.
- Für zwei multiplizierbare Matrizen {\displaystyle A\in R^{l\times m}} und {\displaystyle B\in R^{m\times n}} sowie gewählte {\displaystyle p,q\in [1,\infty ]} mit {\displaystyle {\tfrac {1}{p}}+{\tfrac {1}{q}}=1} gilt

{\displaystyle \|AB\|_{p}\leq \|A\|_{p}\,\|B\|_{\min(p,q)}},
{\displaystyle \|AB\|_{p}\leq \|A\|_{\min(p,q)}\,\|B\|_{p}}.
- Für den Beweis dieser Aussage verwendet man die Hölder-Ungleichung und die Minkowski-Ungleichung.
- Ist {\displaystyle p\in [1,2]}, so ist die {\displaystyle p}-Pseudonorm also submultiplikativ für alle multiplizierbaren Matrizen über {\displaystyle R}, und dies gilt insbesondere auf den Algebren {\displaystyle R^{n\times n}} der quadratischen Matrizen.
- Beispiel für die {\displaystyle 1}-Pseudonorm: Ist R ein kommutativer Ring mit Pseudobetrag und M eine {\displaystyle n\times n}-Matrix über R mit den Zeilen {\displaystyle M_{1},\dots ,M_{n}}, so gilt die abgeschwächte Hadamard-Ungleichung {\displaystyle \textstyle |\det M|\leq \prod _{i=1}^{n}\|M_{i}\|_{1}} mit der 1-Pseudonorm.

## Anwendungen und Bedeutung

### Assoziative Algebren
Auf assoziativen Algebren sind Strukturen, die gleichzeitig Norm- und Betragseigenschaften besitzen, relativ einfach zu klassifizieren: Sei {\displaystyle A} eine assoziative {\displaystyle R}-Algebra über einem kommutativen unitären Ring {\displaystyle (R,|\cdot |)} mit Pseudobetrag.
- Ist {\displaystyle \|\cdot \|} eine submultiplikative Pseudonorm auf {\displaystyle A} als Modul, so ist {\displaystyle \|\cdot \|} ein Pseudobetrag auf {\displaystyle A} als Ring.
- Ist {\displaystyle \|\cdot \|} sogar eine multiplikative Pseudonorm, so ist {\displaystyle \|\cdot \|} ein Betrag auf {\displaystyle A}.

### Iterativer Aufbau von Polynom- und Matrizenalgebren
Eine Vielzahl an wichtigen Komplexitätsabschätzungen in der Computeralgebra funktioniert für Pseudonormen in Matrizen- und Polynomalgebren über Ringen mit Pseudobetrag.
Zur Gewinnung solcher Abschätzungen dient häufig folgende iterative Konstruktion von assoziativen Algebren wie Polynom- und Matrizenalgebren:
Ausgehend von einem Grundring R mit Pseudobetrag (das kann in der Praxis noch oft ein echter Betrag sein) sei eine assoziative R-Algebra A mit einer submultiplikativen Pseudonorm gegeben. Dann ist A insbesondere auch selbst ein Ring mit Pseudobetrag, über dem man wiederum Module, Polynom- und Matrizenringe betrachten kann. Auf diese Art ist zum Beispiel die iterative Konstruktion der Polynomalgebren {\displaystyle R[X_{1},\dots ,X_{n}]=R[X_{1},\dots ,X_{n-1}][X_{n}]} möglich, wobei jede Zwischenalgebra selbst mit einer Pseudonorm ausgestattet ist. 

#### Beispiel: Pseudodivision von Polynomen in mehreren Variablen
Sei R ein kommutativer unitärer Ring und {\displaystyle R[X_{1},\dots ,X_{n}]} die Polynomalgebra in n Variablen über R. Dann wird durch {\displaystyle |f|:=2^{\operatorname {grad} f}} ein nicht-archimedischer Pseudobetrag auf dem Polynomring erklärt. Dabei sei {\displaystyle \operatorname {grad} f} der totale Grad von f mit der zusätzlichen Konvention {\displaystyle 2^{\operatorname {grad} (0)}=2^{-\infty }=0}. Die Einschränkung dieses Pseudobetrags auf R ergibt den trivialen Pseudobetrag, der immer 1 ist mit Ausnahme der Null, die den Wert 0 erhält. Bezüglich dieses Pseudobetrags auf R ist der Betrag {\displaystyle f\mapsto 2^{\operatorname {grad} f}} auch eine Norm auf {\displaystyle R[X_{1},\dots ,X_{n}]}, nun aufgefasst als R-Modul. Ist R zusätzlich ein Integritätsring, so ist {\displaystyle f\mapsto 2^{\operatorname {grad} f}} sogar ein nicht-archimedischer Betrag auf dem Polynomring. Mit diesen Hilfsmitteln kann man eine wertvolle Abschätzung des Koeffizientenwachstums bei der „Pseudodivision mit Rest“ bezüglich einer Variablen von Polynomen in mehreren Variablen herleiten.